# Page (Nebraska)
Pour les articles homonymes, voir Page.
Page est un village du comté de Holt, dans l'État du Nebraska, aux États-Unis. En 2020, il comptait une population de 166 habitants.